# Franz Binder
Franz Binder (1 de desembre de 1911 - 24 d'abril de 1989) fou un futbolista i entrenador de futbol austríac.
Anomenat Bimbo, fou un destacat golejador del SK Rapid Wien dels anys 30 i 40. Guanyà quatre campionats d'Àustria, on fou 3 cops màxim golejador. També guanyà el 1941 el campionat alemany, en una victòria per 4-3 sobre el Schalke 04, marcant ell tres gols.
Segons algunes fonts va marcar 1006 gols en 756 partits en tota la seva carrera, a l'alçada de grans golejadors com Gerd Müller, Arthur Friedenreich, Romário i Pelé. Segons RSSSF va marcar més de 546 gols en parits oficials.
A nivell de selecció disputà 19 partits i marcà 16 gols amb la selecció d'Àustria. També disputà 9 partits i marcà 10 gols amb Alemanya durant l'Anschluss.
Un cop retirat fou entrenador, dirigint a clubs com SSV Jahn Regensburg, PSV Eindhoven, 1. FC Nuremberg, 1860 München i Rapid Wien.

## Palmarès
- Lliga austríaca de futbol (4):
  - 1935, 1938, 1946, 1948
- Gauliga Ostmark (Alemanya) (2):
  - 1940, 1941
- Lliga alemanya de futbol (1):
  - 1941
- Copa Wiener (1):
  - 1946
- Copa alemanya de futbol (1):
  - 1938
- Màxim golejador de la lliga austríaca de futbol (3):
  - 1933, 1937, 1938[3]
- Màxim golejador de la Gauliga (Alemanya) (3):
  - 1939, 1940, 1941